# Wilhelm Nagel (Musiker, 1871)

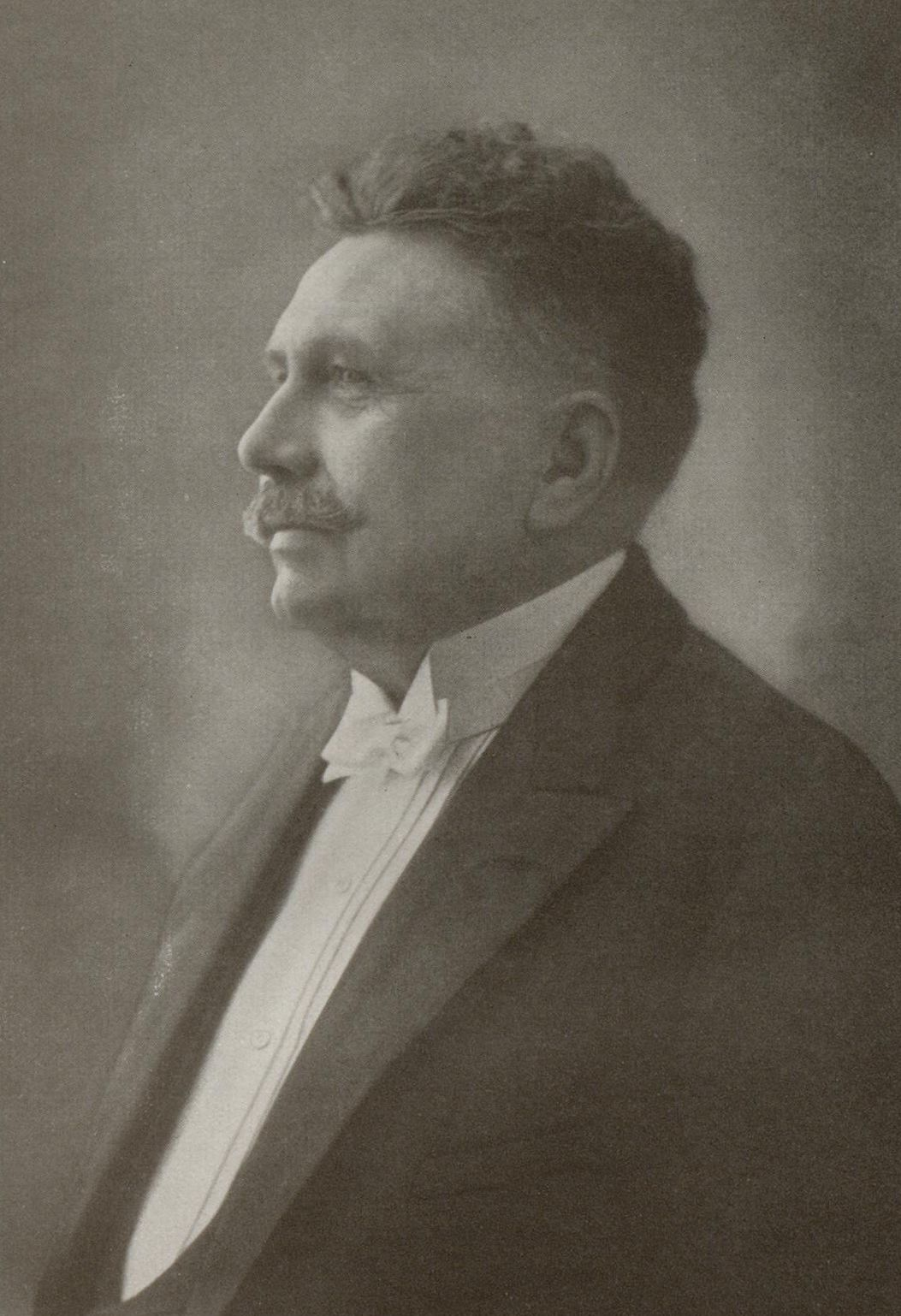
Wilhelm Nagel

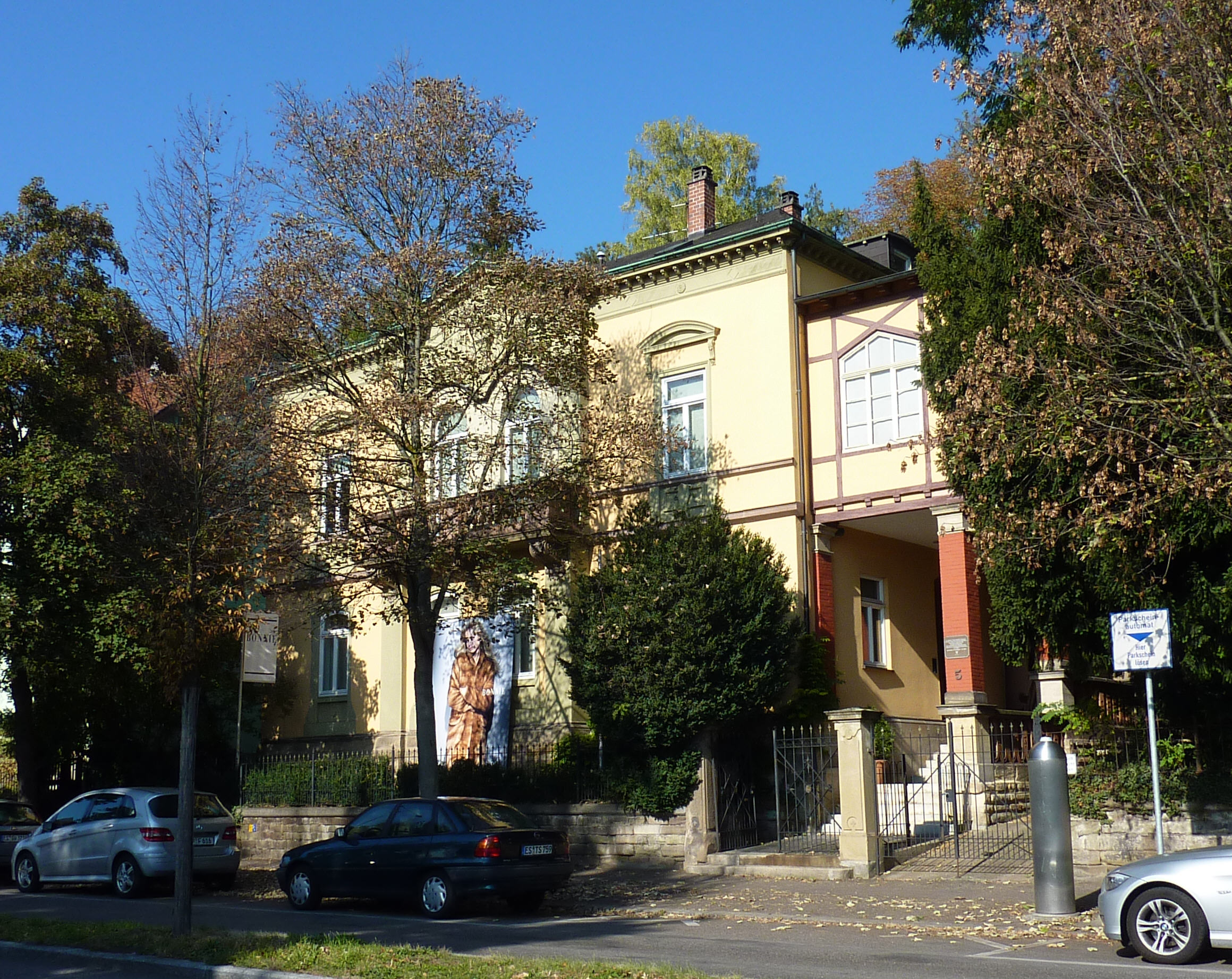
Villa Nagel in Esslingen am Neckar

Wilhelm Nagel (* 3. November 1871 in Hoheneck; † 1. Oktober 1955 in Esslingen am Neckar) war ein deutscher Organist und Chorleiter.

## Leben
Nagel erhielt seine Ausbildung am Esslinger Lehrerseminar bei Christian Fink. 1894 wurde er Seminarhilfsmusiklehrer, daneben studierte er am Stuttgarter Konservatorium u. a. bei Samuel de Lange, Heinrich Lang, Reinhold Seyerlen und Wilhelm Speidel. Ab 1902 setzte er seine Studien in Berlin bei Heinrich Reimann an der Hochschule für Musik in Berlin. Von 1905 bis 1945 wirkte er als Seminarmusiklehrer in Esslingen. Seit 1915 war er Organist und Chordirektor an der Stadtkirche St. Dionys in Esslingen.
Er gilt als führender württembergischer Chorleiter, u. a. Bundes-Chormeister des Schwäbischen Sängerbundes, und war Komponist zahlreicher Lieder, weltlicher und geistlicher Chorwerke.
Zum 1. Mai 1933 trat er der NSDAP bei (Mitgliedsnummer 2.874.629).

## Ehrungen
In Esslingen, Bopfingen und in Ludwigsburg (Hoheneck) sind Straßen nach ihm benannt.

## Werke (Auswahl)
- Fünf Choralvorspiele für Orgel op. 1
- Drei Fugen für Orgel op. 2
- Schöne Nacht für Männerchor
- Komm, Trost der Welt für Männerchor